# Самарин, Михаил Андреевич
Михаи́л Андре́евич Сама́рин (21 ноября 1914, дер. Крюково, Вологодская губерния — 10 октября 1943, близ села Ходоров, Киевская область) — капитан, Герой Советского Союза.

## Биография
Михаил родился 21 ноября 1914 года в деревне Крюково (ныне Грязовецкого района Вологодской области).
Окончив Сидоровскую семилетнюю школу и областные учительские курсы, с 1931 по 1935 год работал учителем Паршинской начальной школы, затем — счетоводом колхоза имени Ворошилова в своём районе.
В 1936 году был призван в ряды Красной Армии. В 1940 году М. А. Самарин окончил Ярославское военно-хозяйственное училище Рабоче-Крестьянской Красной Армии (ныне Военная финансово-экономическая академия), получив звание лейтенант-интендант, и стал в нём преподавать.
С первых дней Великой Отечественной войны лейтенант Самарин подал несколько рапортов с просьбой направить его на передовую. После окончания курсов «Выстрел» он в конце 1942 года направляется на фронт. В действующую армию Самарин попал в феврале 1943 года. Вначале был заместителем командира, потом командиром батальона 983-го стрелкового полка 253-й стрелковой дивизии.
22 сентября 1943 года батальон Самарина, под прикрытием артиллерии, начал форсирование реки Днепр. Капитан М. А. Самарин, первым переправившись со своим подразделением, повёл его в атаку и оттеснил противника, создав плацдарм для дальнейшего наступления советских войск. Несмотря на неоднократные, ожесточённые атаки противника, его батальон прочно удерживал занятый рубеж.
10 октября 1943 года М. А. Самарин погиб в бою. Похоронен в братской могиле у школы села Ходорово Киевской области.

## Награды
- Герой Советского Союза (29 октября 1943, посмертно);
- орден Ленина;
- орден Отечественной войны 2-й степени (1943).

## Память
- Приказом министра обороны СССР от 3 февраля 1970 года имя капитана М. А. Самарина навечно занесено в списки Ярославского военного училища имени А. В. Хрулёва.
- Имя героя присвоено Паршинской начальной школе.
- Одна из улиц в городе Грязовце Вологодской области носит имя М. А. Самарина.
- 20 апреля 1971 года Министерством связи СССР был выпущен художественный маркированный конверт с портретом Героя Советского Союза М. А. Самарина.